# Halbgefangenschaft
Halbgefangenschaft ist eine besondere Form des Strafvollzugs in der Schweiz.

## Beschreibung
Gemäss Art. 3 und Art. 123 Abs. 2 der Schweizer Bundesverfassung ist der Strafvollzug eine Angelegenheit der Kantone. Strafvollzugsgesetze gibt es deshalb nur auf Kantons- und nicht auf Bundesebene.
Das Strafgesetzbuch der Schweiz regelt die Halbgefangenschaft in Artikel 77b. Die Halbgefangenschaft kann auf Gesuch des Verurteilten vollzogen werden, wenn
- eine Freiheitsstrafe von nicht mehr als 12 Monaten oder
- eine nach Anrechnung der Untersuchungshaft verbleibende Reststrafe von nicht mehr als sechs Monaten besteht und
- nicht zu erwarten ist, dass der Verurteilte flieht oder weitere Straftaten begeht; und
- der Verurteilte einer geregelten Arbeit, Ausbildung oder Beschäftigung von mindestens 20 Stunden pro Woche nachgeht.

Der Arbeit, Ausbildung oder Beschäftigung geht der Gefangene ausserhalb der Haftanstalt nach und verbringt die Ruhe- und Freizeit in der Anstalt. Des Weiteren kann die Halbgefangenschaft in einer besonderen Abteilung eines Untersuchungsgefängnisses durchgeführt werden, wenn die notwendige Betreuung des Verurteilten gewährleistet ist.
Erfüllt der Verurteilte die Bewilligungsvoraussetzungen nicht mehr oder leistet er die Halbgefangenschaft trotz Mahnung nicht entsprechend den von der Vollzugsbehörde festgelegten Bedingungen und Auflagen, so wird die Freiheitsstrafe im Normalvollzug vollzogen.
Den Weg von der Haftanstalt zur Arbeits- bzw. Ausbildungsstätte kann der Gefangene individuell und ohne Überwachung zurücklegen.

## Zweck
Durch die Halbgefangenschaft sollen die negativen antisozialen Auswirkungen eines vollständigen staatlichen Freiheitsentzugs gemildert werden. Berufstätige bzw. in der Ausbildung befindliche Straftäter sollen ihren Arbeits- bzw. Ausbildungsplatz behalten und so weiter in der Arbeitswelt integriert bleiben. Haus- oder Erziehungsarbeit sind, wie auch die Teilnahme an Arbeitsloseneinsatzprogrammen, einer Berufstätigkeit bzw. Ausbildung, gleichgestellt.

## Differenzierung
Von der Halbgefangenschaft ist das Arbeitsexternat zu unterscheiden, das über Art. 77a des Strafgesetzbuchs geregelt wird. Dessen Zweck ist die Wiedereingliederung des Gefangenen in die Arbeitswelt.